# Франкалмон
Франкалмон (фр. Francalmont) насеље је и општина у источној Француској у региону Франш-Конте, у департману Горња Саона која припада префектури Лир.
По подацима из 2011. године у општини је живело 119 становника, а густина насељености је износила 17,35 становника/km². Општина се простире на површини од 6,86 km². Налази се на средњој надморској висини од 200 метара (максималној 304 m, а минималној 234 m).

## Демографија
| 1962. | 1968. | 1975. | 1982. | 1990. | 1999. | 2011. |
| ----- | ----- | ----- | ----- | ----- | ----- | ----- |
| 120   | 116   | 104   | 115   | 100   | 123   | 119   |

График промене броја становника у току последњих година